# Biathlon ai XXII Giochi olimpici invernali - 7,5 km sprint femminile
Nel biathlon ai XXII Giochi olimpici invernali la gara dello sprint femminile si disputò nella giornata del 9 febbraio nella località di Krasnaja Poljana sul comprensorio sciistico Laura.
Campionessa olimpica uscente era la slovacca Anastasija Kuz'mina, che aveva conquistato l'oro nella precedente edizione di Vancouver 2010 sopravanzando nell'ordine la tedesca Magdalena Neuner e la francese Marie Dorin; detentrice del titolo iridato di Nové Město na Moravě 2013 era l'ucraina Olena Pidhrušna.
La Kuz'mina, bissando il titolo ottenuto quattro anni prima, vinse la medaglia d'oro, la russa Ol'ga Viluchina quella d'argento e l'ucraina Vita Semerenko quella di bronzo.
Nei mesi di novembre e dicembre del 2017, nell'ambito delle inchieste sul doping di Stato in Russia, il Comitato Olimpico Internazionale accertò una violazione delle normative antidoping compiute da Jana Romanova, Ol'ga Viluchina e Ol'ga Zajceva in occasione delle Olimpiadi di Soči, annullando così i risultati ottenuti dalle tre sciatrici. Tutte e tre presentarono ricorso contro tale decisione, il 24 settembre 2020 il Tribunale Arbitrale dello Sport si pronunciò definitivamente sulla squalifica inflitta dal CIO, annullando le sanzioni a Romanova e Viluchina, ma confermando quella imposta a Zajceva.

## Classifica di gara
| Pos.    | N° | Atleta                  | Nazione              | Tempo   | Errori (P+S) | Distacco |
| ------- | -- | ----------------------- | -------------------- | ------- | ------------ | -------- |
| Oro     | 33 | Anastasija Kuz'mina     | Slovacchia           | 21'06"8 | 0 (0+0)      | -        |
| Argento | 56 | Ol'ga Viluchina         | Russia               | 21'26"7 | 0 (0+0)      | +19"9    |
| Bronzo  | 62 | Vita Semerenko          | Ucraina              | 21'28"5 | 0 (0+0)      | +21"7    |
| 4       | 46 | Karin Oberhofer         | Italia               | 21'34"7 | 0 (0+0)      | +27"9    |
| 5       | 14 | Anaïs Bescond           | Francia              | 21'36"7 | 1 (1+0)      | +29"9    |
| 6       | 64 | Dorothea Wierer         | Italia               | 21'37"4 | 0 (0+0)      | +30"6    |
| 7       | 39 | Weronika Nowakowska     | Polonia              | 21'37"6 | 1 (1+0)      | +30"8    |
| 8       | 41 | Elisa Gasparin          | Svizzera             | 21'38"2 | 0 (0+0)      | +31"4    |
| 9       | 22 | Dar″ja Domračava        | Bielorussia          | 21'38"6 | 1 (1+0)      | +31"8    |
| 10      | 19 | Tora Berger             | Norvegia             | 21'40"6 | 1 (1+0)      | +33"8    |
| 11      | 6  | Evi Sachenbacher-Stehle | Germania             | 21'40"8 | 1 (0+1)      | +34"0    |
| 12      | 43 | Valentyna Semerenko     | Ucraina              | 21'44"9 | 1 (0+1)      | +38"1    |
| 13      | 58 | Selina Gasparin         | Svizzera             | 21'46"5 | 1 (0+1)      | +39"7    |
| 14      | 11 | Susan Dunklee           | Stati Uniti          | 21'48"3 | 1 (0+1)      | +41"5    |
| 15      | 49 | Teja Gregorin           | Slovenia             | 21'48"9 | 1 (0+1)      | +42"1    |
| 16      | 55 | Veronika Vítková        | Rep. Ceca            | 21'50"8 | 0 (0+0)      | +44"0    |
| 17      | 17 | Nadzeja Skardzina       | Bielorussia          | 21'50"9 | 0 (0+0)      | +44"1    |
| 18      | 10 | Tiril Eckhoff           | Norvegia             | 21'51"4 | 1 (0+1)      | +44"6    |
| 19      | 81 | Jana Romanova           | Russia               | 21'53"4 | 0 (0+0)      | +46"6    |
| 20      | 60 | Marie Dorin             | Francia              | 21'55"0 | 0 (0+0)      | +48"2    |
| 21      | 82 | Monika Hojnisz          | Polonia              | 21'55"1 | 0 (0+0)      | +48"3    |
| 22      | 34 | Andrea Henkel           | Germania             | 22'01"5 | 1 (0+1)      | +54"7    |
| 22      | 47 | Éva Tófalvi             | Romania              | 22'01"5 | 1 (1+0)      | +54"7    |
| 24      | 68 | Ann Kristin Flatland    | Norvegia             | 22'10"6 | 1 (0+1)      | +1'03"8  |
| 25      | 71 | Rosanna Crawford        | Canada               | 22'10"8 | 1 (0+1)      | +1'04"0  |
| 26      | 30 | Olena Pidhrušna         | Ucraina              | 22'12"8 | 1 (0+1)      | +1'06"0  |
| 27      | 5  | Lisa Hauser             | Austria              | 22'15"6 | 0 (0+0)      | +1'08"8  |
| DSQ     | 61 | Ol'ga Zajceva           | Russia               | 22'16"6 | 1 (1+0)      | +1'09"8  |
| 29      | 16 | Gabriela Soukalová      | Rep. Ceca            | 22'17"5 | 3 (3+0)      | +1'10"7  |
| 30      | 51 | Kaisa Mäkäräinen        | Finlandia            | 22'18"4 | 2 (0+2)      | +1'11"6  |
| 31      | 40 | Megan Imrie             | Canada               | 22'19"5 | 1 (0+1)      | +1'12"7  |
| 32      | 12 | Zina Kocher             | Canada               | 22'25"5 | 1 (1+0)      | +1'18"7  |
| 33      | 8  | Krystyna Pałka          | Polonia              | 22'27"8 | 1 (1+0)      | +1'21"0  |
| 34      | 65 | Nastassja Dubarėzava    | Bielorussia          | 22'29"7 | 1 (0+1)      | +1'22"9  |
| 35      | 42 | Synnøve Solemdal        | Norvegia             | 22'32"1 | 2 (1+1)      | +1'25"3  |
| 36      | 31 | Mari Laukkanen          | Finlandia            | 22'37"3 | 2 (0+2)      | +1'30"5  |
| 37      | 45 | Ljudmila Kalinčyk       | Bielorussia          | 22'37"8 | 2 (1+1)      | +1'31"0  |
| 38      | 27 | Michela Ponza           | Italia               | 22'47"0 | 0 (0+0)      | +1'40"2  |
| 39      | 25 | Fuyuko Tachizaki        | Giappone             | 22'47"4 | 1 (0+1)      | +1'40"6  |
| 40      | 67 | Magdalena Gwizdoń       | Polonia              | 22'51"2 | 2 (1+1)      | +1'44"4  |
| 41      | 50 | Franziska Preuß         | Germania             | 22'53"1 | 2 (2+0)      | +1'46"3  |
| 42      | 23 | Julija Džyma            | Ucraina              | 22'55"5 | 3 (1+2)      | +1'48"7  |
| 43      | 1  | Jana Gereková           | Slovacchia           | 22'58"0 | 3 (1+2)      | +1'51"2  |
| 44      | 74 | Sara Studebaker         | Stati Uniti          | 22'59"5 | 1 (1+0)      | +1'52"7  |
| 45      | 37 | Eva Puskarčíková        | Rep. Ceca            | 23'00"9 | 1 (1+0)      | +1'54"1  |
| 46      | 73 | Laura Dahlmeier         | Germania             | 23'03"2 | 2 (0+2)      | +1'56"4  |
| 47      | 84 | Anaïs Chévalier         | Francia              | 23'03"4 | 1 (0+1)      | +1'56"6  |
| 48      | 79 | Johanna Talihärm        | Estonia              | 23'09"3 | 0 (0+0)      | +2'02"5  |
| 49      | 59 | Zhang Yan               | Cina                 | 23'09"4 | 0 (0+0)      | +2'02"6  |
| 50      | 24 | Jitka Landová           | Rep. Ceca            | 23'16"9 | 2 (1+1)      | +2'10"1  |
| 51      | 54 | Diana Rasimovičiūtė     | Lituania             | 23'18"6 | 2 (1+1)      | +2'11"8  |
| 52      | 3  | Victoria Padial         | Spagna               | 23'21"5 | 1 (0+1)      | +2'14"7  |
| 53      | 57 | Annelies Cook           | Stati Uniti          | 23'23"4 | 2 (0+2)      | +2'16"6  |
| 54      | 80 | Nicole Gontier          | Italia               | 23'26"3 | 4 (1+3)      | +2'19"5  |
| 55      | 52 | Tang Jialin             | Cina                 | 23'26"7 | 2 (0+2)      | +2'19"9  |
| 56      | 53 | Marie-Laure Brunet      | Francia              | 23'27"4 | 0 (0+0)      | +2'20"6  |
| 57      | 29 | Elena Chrustalëva       | Kazakistan           | 23'29"6 | 2 (2+0)      | +2'22"8  |
| 58      | 66 | Dar’ya Wsanova          | Kazakistan           | 23'33"3 | 1 (1+0)      | +2'26"5  |
| 59      | 78 | Megan Heinicke          | Canada               | 23'34"5 | 3 (1+2)      | +2'27"7  |
| 60      | 7  | Ekaterina Šumilova      | Russia               | 23'38"4 | 2 (0+2)      | +2'31"6  |
| 61      | 48 | Desislava Stojanova     | Bulgaria             | 23'48"1 | 1 (1+0)      | +2'41"3  |
| 62      | 77 | Martina Chrapanová      | Slovacchia           | 23'48"3 | 2 (0+2)      | +2'41"5  |
| 63      | 21 | Song Chaoqing           | Cina                 | 23'49"5 | 1 (1+0)      | +2'42"7  |
| 64      | 9  | Galïna Vïşnevskaya      | Kazakistan           | 23'52"0 | 2 (2+0)      | +2'45"2  |
| 65      | 63 | Hannah Dreissigacker    | Stati Uniti          | 23'55"0 | 4 (1+3)      | +2'48"2  |
| 66      | 2  | Laure Soulie            | Andorra              | 23'57"8 | 2 (1+1)      | +2'51"0  |
| 67      | 69 | Darja Jurlova           | Estonia              | 24'01"1 | 1 (1+0)      | +2'54"3  |
| 68      | 72 | Yuki Nakajima           | Giappone             | 24'12"9 | 2 (1+1)      | +3'06"1  |
| 69      | 38 | Kadri Lehtla            | Estonia              | 24'13"3 | 4 (2+2)      | +3'06"5  |
| 70      | 44 | Emőke Szőcs             | Ungheria             | 24'15"4 | 2 (0+2)      | +3'08"6  |
| 71      | 15 | Grete Gaim              | Estonia              | 24'18"2 | 2 (1+1)      | +3'11"4  |
| 72      | 70 | Paulína Fialková        | Slovacchia           | 24'27"1 | 3 (3+0)      | +3'20"3  |
| 73      | 83 | Marïna Lebedeva         | Kazakistan           | 24'31"9 | 2 (1+1)      | +3'25"1  |
| 74      | 4  | Mun Ji-Hee              | Corea del Sud        | 24'32"0 | 1 (0+1)      | +3'25"2  |
| 75      | 20 | Amanda Lightfoot        | Gran Bretagna        | 24'48"9 | 3 (2+1)      | +3'42"1  |
| 76      | 28 | Katharina Innerhofer    | Austria              | 24'49"0 | 4 (1+3)      | +3'42"2  |
| 77      | 18 | Jaqueline Mourão        | Brasile              | 25'06"4 | 0 (0+0)      | +3'59"6  |
| 78      | 26 | Tanja Karišik           | Bosnia ed Erzegovina | 25'06"8 | 1 (1+0)      | +4'00"0  |
| 79      | 32 | Žanna Juškāne           | Lettonia             | 25'36"5 | 6 (2+4)      | +4'29"7  |
| 80      | 75 | Rina Suzuki             | Giappone             | 25'40"6 | 2 (0+2)      | +4'33"8  |
| 81      | 35 | Miki Kobayashi          | Giappone             | 25'52"3 | 5 (1+4)      | +4'45"5  |
| 82      | 36 | Lucy Glanville          | Australia            | 26'57"1 | 2 (0+2)      | +5'50"3  |
| 83      | 76 | Song Na                 | Cina                 | 27'01"5 | 4 (3+1)      | +5'54"7  |
| 84      | 13 | Alexandra Camenscic     | Moldavia             | 27'37"0 | 2 (2+0)      | +6'30"2  |

Data: Domenica 9 febbraio 2014

Ora locale: 18:30

Pista: Laura 

Legenda:
- DNS = non partita (did not start)
- DNF = prova non completata (did not finish)
- DSQ = squalificata (disqualified)
- Pos. = posizione
- P = a terra
- S = in piedi